# Bufotes oblongus
Bufotes oblongus is een kikker uit de familie padden of Bufonidae.

## Naamgeving
De soort werd voor het eerst wetenschappelijk beschreven door Aleksandr Mikhailovich Nikolskii in 1896. De wetenschappelijke naam was lange tijd Pseudepidalea oblonga, later Bufo danatensis.

## Uiterlijke kenmerken
Bufotes oblongus bereikt een lichaamslengte tot 12 centimeter. Deze soort is te herkennen aan het typische pad-achtige uiterlijk maar een vrij sterke vlekkentekening in tegenstelling tot veel andere padden. De basiskleur is lichtbruin tot beige met op de rug en poten donkerbruine, zwartomrande vlekken. De poten zijn erg lang en gespierd en ze kunnen er goed mee springen. Van de groene pad (Pseudepidalea viridis) is deze soort te onderscheiden doordat deze laatste soort een ronde achterzijde heeft, deze soort een duidelijk puntige.

## Verspreiding
Bufotes oblongus komt voor in delen van Eurazië en leeft in de landen China, Kazachstan, Kirgizië, Mongolië, Tadzjikistan, Turkmenistan en Oezbekistan. De habitat varieert van koelere hooggelegen gebieden tot hetere woestijn-achtige streken. Van alle soorten padden die in Centraal-Azië leven heeft deze soort de grootste temperatuurtolerantie. In veel streken waar deze pad leeft is het dan ook de meest voorkomende soort amfibie.

## Levenswijze
Bufotes oblongus is nachtactief, hoewel deze soort soms ook dagactief wordt en juist 's nachts rust. Het menu bestaat uit allerlei ongewervelden, maar vanwege de grote lengte worden ook kleine amfibieën en kleine zoogdieren gegeten. In veel streken houden ze een winterslaap, de lengte daarvan hangt af van het klimaat; van enkele weken tot vier maanden. Vlak voor de winterslaap zoeken de dieren elkaar op, en worden soms met tientallen tegelijk aangetroffen onder stenen en boomstammen.